# Alexandre Ier (roi de Yougoslavie)
Pour les articles homonymes, voir Alexandre Ier, Alexandre Karađorđević (homonymie), Alexandre de Serbie et Alexandre de Yougoslavie.
 (janvier 2015).
Alexandre II de Serbie puis Alexandre Ier de Yougoslavie (en serbe cyrillique : Александар I Карађорђевић), né le 16 décembre 1888 à Cetinje au Monténégro et mort assassiné le 9 octobre 1934 à Marseille en France, est successivement prince héritier de Serbie, puis du royaume des Serbes, Croates et Slovènes, régent de ces deux royaumes, et enfin roi du royaume des Serbes, Croates et Slovènes de 1921 à 1929 puis du royaume de Yougoslavie de 1929 à 1934.

## Famille
Alexandre est le second fils de Pierre Ier (1844-1921), roi du royaume de Serbie (1903-1918), puis du royaume des Serbes, Croates et Slovènes (1918-1921). À sa naissance, il est second dans l'ordre de succession au trône après son frère aîné Georges. Il a également une sœur, née quatre ans auparavant, Hélène de Serbie. Le prince Georges ayant été exclu de la succession en 1909, c'est le prince Alexandre, âgé de 20 ans, qui devient prince héritier.

## Biographie
La politique menée par les États balkaniques le conduit à servir au sein de l'armée serbe en octobre 1912 lors de la première guerre balkanique. Les royaumes de Grèce, du Monténégro, de Bulgarie et de Serbie s'élèvent contre l'Empire ottoman qui subit plusieurs revers cuisants avant d'être contraint de se rendre à la table des négociations où il perd la plupart des territoires sous son contrôle en Europe au profit des quatre autres belligérants. Pendant la deuxième guerre balkanique, c'est la Bulgarie qui est défaite après avoir attaqué la Serbie et la Grèce. Le prince est auréolé par ces victoires quand il reçoit la régence au nom de son père en juin 1914.

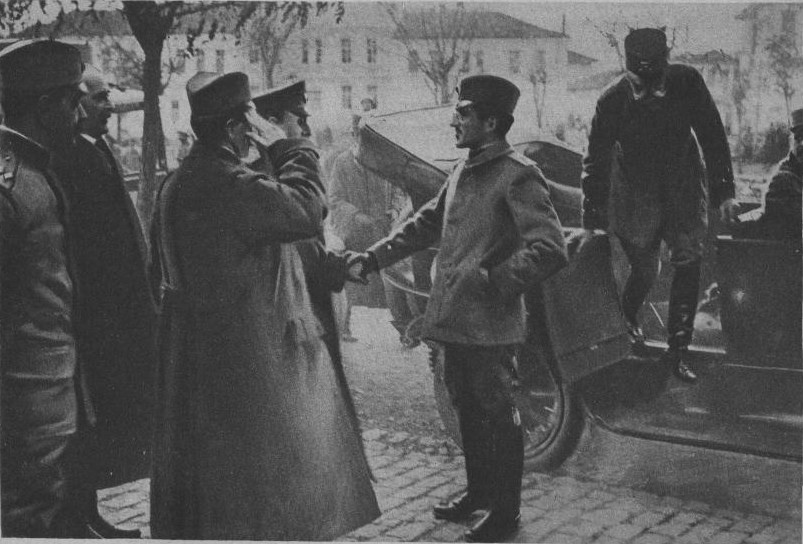
En 1916, Alexandre de Serbie et le général Sarrail, à Monastir.
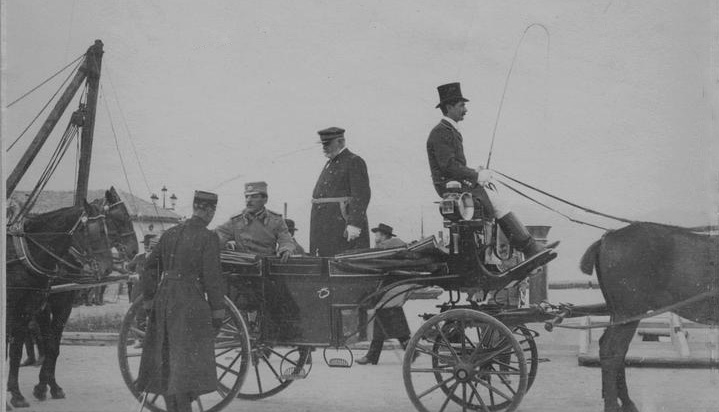
En 1916, Alexandre de Serbie à Corfou avec l'amiral Paul Albert de Gueydon.
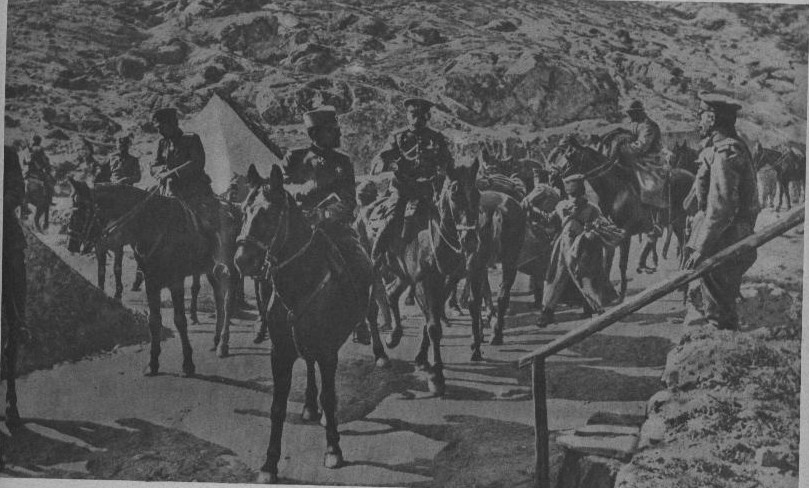
En 1917, Alexandre de Serbie avec le général russe Leontiev, Le Miroir.
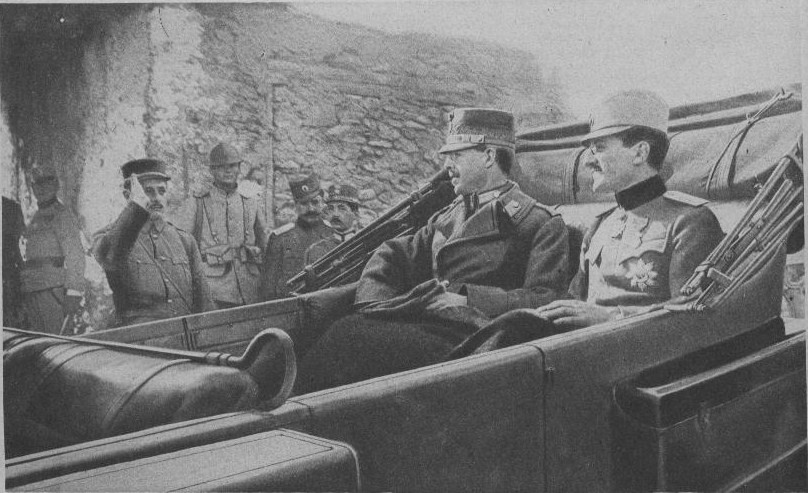
En 1918, Alexandre de Serbie avec Alexandre Ier, roi des Hellènes.

C'est sous le règne de son père que le royaume affronte la Première Guerre mondiale. Amenée à combattre l'Autriche-Hongrie à la suite de l'assassinat de l'archiduc François-Ferdinand d'Autriche à Sarajevo, la Serbie est écrasée et occupée en 1915 par les puissances centrales. Durant ces longues années de guerre, de nouveau, Alexandre sert dans l'armée de son pays. Cette attitude lui donne une énorme popularité en France, surtout à la suite des combats menés par l'expédition de Salonique ; en effet, le front de l'Est constitue le principal terrain d'opérations des armées serbes reconstituées avec l'appui des Français, et le prince reste en permanence à Thessalonique ou dans les territoires libérés par les forces franco-serbes. Le 1er novembre 1918, Alexandre entre triomphalement à Belgrade.

### Rassemblement des Slaves du Sud
Après l'armistice de 1918, un nouvel État est né, le royaume des Serbes, Croates et Slovènes dont la couronne est offerte à Pierre Ier (1844-1921), roi du royaume de Serbie. Or, celui-ci, malade et âgé, se trouve dans l'impossibilité de régner. Le prince Alexandre continue d'exercer la régence après le 1er décembre 1918, date de la création du nouveau royaume.
La régence que pratique Alexandre est volontariste et implacable contre les tentations centrifuges. L'unité doit se faire sous la domination royale serbe. À la mort de Pierre Ier le 16 août 1921, Alexandre devient à son tour roi des Serbes, des Croates et des Slovènes.
Le 8 juin 1922, il épouse la princesse Marie de Roumanie qui lui donne trois enfants :
- Pierre, né à Belgrade le 6 septembre 1923 ;
- Tomislav Karađorđević, né à Belgrade le 19 janvier 1928 ;
- Andrej, né à Bled (Slovénie) le 28 juin 1929.

### Roi de Yougoslavie
Il perpétue dans un premier temps le régime parlementaire mis en place par son père, mais les conflits entre les différents partis s'enveniment, culminant avec l'attentat mortel envers Stjepan Radić en plein parlement le 14 juin 1928. Sur le conseil du successeur de Radić, Vladko Maček, il abolit la Constitution le 6 janvier 1929, transformant son royaume en un régime autoritaire. Le 3 octobre 1929, le royaume prend le nom de royaume de Yougoslavie et Alexandre II de Serbie devient roi de Yougoslavie sous le nom d'Alexandre Ier.
Le 9 octobre 1934, à Marseille où il vient de débarquer pour une visite officielle en France, il est assassiné. L'attentat est planifié par le mouvement terroriste croate Oustachis d'Ante Pavelić et par l’Organisation révolutionnaire intérieure macédonienne. L'exécutant, un Bulgare nommé Vlado Tchernozemski, utilise contre le roi un pistolet automatique Mauser C96. Le souverain, touché à la poitrine, ne meurt pas sur le coup, mais à peine évacué à la préfecture, il y expire. En riposte à ses tirs, le terroriste est blessé par la police et malmené par la foule furieuse (il meurt quelques heures après l’attentat). Louis Barthou, ministre français des Affaires étrangères, qui accompagne Alexandre Ier, est grièvement blessé par erreur par le tir d'un policier français. Lui aussi meurt peu après. L'attentat, et la fusillade confuse qu'il provoque, fait d'autres victimes, mortes ou blessées, dans l'escorte et le public, dont le général Alphonse Georges.
Le président Albert Lebrun et le maréchal Philippe Pétain se rendent à ses obsèques à Belgrade le 17 octobre 1934.
À la suite de l'assassinat d'Alexandre, son fils Pierre II, âgé de onze ans, lui succède. Trop jeune pour régner, il ne gouverne pas, un conseil de régence tripartite se met en place sous la direction d'un cousin du roi défunt, le prince Paul de Yougoslavie, qui tente tant bien que mal de préserver la Yougoslavie tant des menaces extérieures que de l'agitation intérieure séparatiste.

## Hommages
- Monument du square Alexandre-Ier-de-Yougoslavie (Paris 16e), par Maxime Real del Sarte (1936)[9],[10].
- Monument commémoratif au roi Alexandre Ier de Yougoslavie et à Louis Barthou (Marseille 6e), par Gaston Castel, Antoine Sartorio, Louis Botinelly et Élie-Jean Vézien[11].
- Un boulevard porte son nom à Dijon.

### Sur AlexandreIer
- Charles Brisson, Alexandre de Yougoslavie, Roi libérateur, Paris, Paul Duval, 1934 (ASIN B00CEIIR1U).
- Roger Colombani et Jean-René Laplayne, La mort d'un roi, la vérité sur l'assassinat d'Alexandre de Yougoslavie, Albin Michel, 1971 (ASIN B0000DODKG).
- (en) Marlene A. Eilers Koenig, « A Maritial Alliance. The Marriage of King Alexander of Yugoslavia and Princess Marie of Romania », Royalty Digest Quarterly, no 3,‎ 2022, p. 1-12 (ISSN 1653-5219).
- (en) Brigit Farley, « Alekasandar I Karadjordjević and the Royal Dictatorship in Yugoslavia », dans Bernd Jürgen Fischer, Balkan Strongmen : Dictators and Authoritarian Rulers of South Eastern Europe, Purdue University Press, 2007, 494 p. (ISBN 9781557534552, lire en ligne), p. 51-86.

### Sur AlexandreIeret la Yougoslavie
- (en) Christian Axboe Nielsen, Making Yugoslavs : Identity in King Aleksandar's Yugoslavia, University of Toronto Press, 2014 (ISBN 1442627506).
- François Grumel-Jacquignon, La Yougoslavie dans la stratégie française de l'Entre-deux-Guerres (1918-1935), Peter Lang, 1999, 669 p. (lire en ligne).